# أربا درة سي (ملكان)
أربا درة سي هي قرية في مقاطعة ملكان، إيران. عدد سكان هذه القرية هو 394 في سنة 2006.